# هولاندسه آيسل
هولاندسه آيسل ("هولند آيسل كمقابل لـ "خيلدرلند آيسل)، هو فرع من دلتا الراين الذي يتدفق غرباً من بلدية نيواخاين على نهر ليك عبر بلديات آيسلستاين، خاودا وكابيلا آن دن آيسل إلى كريمبن آن دن آيسل، حيث ينتهي في نيوا ماس.